# Darlawn
Darlawn là một thị trấn thống kê (census town) của quận Aizawl thuộc bang Mizoram, Ấn Độ.

## Địa lý
Darlawn có vị trí 24°01′B 92°54′Đ / 24,02°B 92,9°Đ Nó có độ cao trung bình là 870 mét (2854 feet).

## Nhân khẩu
Theo điều tra dân số năm 2001 của Ấn Độ, Darlawn có dân số 3859 người. Phái nam chiếm 51% tổng số dân và phái nữ chiếm 49%. Darlawn có tỷ lệ 83% biết đọc biết viết, cao hơn tỷ lệ trung bình toàn quốc là 59,5%: tỷ lệ cho phái nam là 83%, và tỷ lệ cho phái nữ là 82%. Tại Darlawn, 13% dân số nhỏ hơn 6 tuổi.